# Jayce Bartok
Jayce Bartok (* 1974 in Pittsburgh, Pennsylvania) ist ein US-amerikanischer Schauspieler.

## Leben und Leistungen
Als Kind zog Bartok gemeinsam mit seiner Familie nach New York City. Er studierte an der NYU Film School und debütierte in einem Stück an einem Off-Broadway-Theater. Seine erste Filmrolle spielte er neben Paul Sorvino in dem für das Fernsehen produzierten Kriminalfilm Almost Partners aus dem Jahr 1987. In dem Filmdrama König der Fischer (1991) trat er an der Seite von Jeff Bridges und Robin Williams auf. 1993 war er in dem Musikdrama Swing Kids an der Seite von Robert Sean Leonard und Christian Bale zu sehen. Auch in dem Kriegsdrama Andersonville (1996), welches in der Kategorie Herausragende Miniserie für einen Emmy nominiert wurde, spielte er eine größere Rolle.
In dem Thriller Ich weiß noch immer, wo sie begraben ist (1999) verkörperte er einen der vier Freunde, die versehentlich eine junge Frau (Tara Reid) töten; zu den übrigen Darstellern gehörten Rick Schroder und Jack Noseworthy. In der Independent-Komödie Calling Bobcat (2000) übernahm er die Hauptrolle. In der Komödie The Tollbooth (2004) wie auch in den Filmdramen Red Doors (2005) und Walls (2006) war er in größeren Rollen zu sehen. Zu dem Filmdrama The Cake Eaters (2007) von Mary Stuart Masterson schrieb er das Drehbuch und spielte darin ebenfalls eine der Hauptrollen.
Jayce Bartok ist seit dem Jahr 2003 mit der Make-up-Expertin, Regisseurin und Produzentin Tiffany Bartok verheiratet.

## Filmografie (Auswahl)
- 1987: Almost Partners
- 1991: König der Fischer (The Fisher King)
- 1992: Ein verrückter Leichenschmaus (Passed Away)
- 1992: Der Außenseiter (School Ties)
- 1993: Swing Kids
- 1996: Andersonville
- 1996: SubUrbia
- 1999: Ich weiß noch immer, wo sie begraben ist (What We Did That Night)
- 2000: 101 Ways (The Things a Girl Will Do to Keep Her Volvo)
- 2000: Ropewalk
- 2000: Calling Bobcat
- 2002: Spider-Man
- 2003: Station Agent (The Station Agent)
- 2004: The Tollbooth
- 2005: Red Doors
- 2006: Walls (Kurzfilm)
- 2006: Trapped Ashes
- 2007: The Cake Eaters
- 2007: Trainwreck: My Life as an Idiot
- 2023: Founders Day